# Swainsons baardkoekoek
De Swainsons baardkoekoek (Notharchus swainsoni) is een vogel uit de familie Bucconidae (baardkoekoeken). Deze vogel is genoemd naar de Engelse ornitholoog William Swainson.

## Verspreiding en leefgebied
Deze soort komt voor in zuidoostelijk Brazilië, noordoostelijk Paraguay en noordoostelijk Argentinië.